# Les Stubbs
Leslie Stubbs, mais conhecido como Les Stubbs (18 de dezembro de 1929 - 1 de fevereiro de 2011), foi um futebolista inglês que atuava como atacante. Jogou no Chelsea Football Club entre 1952 e 1958.